# Eisweiher (Wunsiedel)
Der Eisweiher im Süden der Festspielstadt Wunsiedel im Landkreis Wunsiedel im Fichtelgebirge (Nordbayern), auch Sportweiher genannt, ist ein 0,8 Hektar großes, künstlich angelegtes Staugewässer. Gespeist wird es auf dem im Nordwesten passierenden Mühlgraben, einer linken Ableitung aus dem Fluss Röslau, der Ablauf führt zum Fluss an der Südostseite. In der Teichmitte liegt eine kleine Insel mit Wasserfontänen. Der Teich wird auch für die Fischzucht verwendet und jährlich im Oktober abgefischt.

## Tourismus
Angelegt wurde der Teich im Jahr 1910 vom Eissportverein Wunsiedel für den im Fichtelgebirge aufkommenden Fremdenverkehr. Er dient Einheimischen und Urlaubsgästen zur Naherholung, im Sommer zum Kahnfahren, im Winter zum Schlittschuhlaufen und Eiskegeln. Um den Teich führt ein Rundweg. Im Westen der Anlage liegen Abenteuerspielplatz, Tennisplätze, Freibad und Natursauna.
Am Eisweiher führt der Hauptwanderweg des Fichtelgebirgsvereins Höhenweg, Röslauweg und Jean-Paul-Weg vorbei.

## Karte
- Digitale Ortskarte 1:10.000 des Landesamtes für Vermessung und Geoinformation Bayern